# Тариффвілл (Коннектикут)
Тариффвілл (англ. Tariffville) — переписна місцевість (CDP) в США, в окрузі Гартфорд штату Коннектикут. Населення — 1324 особи (2010).

## Географія
Тариффвілл розташований за координатами 41°54′27″ пн. ш. 72°46′5″ зх. д. / 41.90750° пн. ш. 72.76806° зх. д. (41.907559, -72.768180).  За даними Бюро перепису населення США в 2010 році переписна місцевість мала площу 1,69 км², з яких 1,55 км² — суходіл та 0,13 км² — водойми.

## Демографія
Згідно з переписом 2010 року, у переписній місцевості мешкали 1324 особи в 602 домогосподарствах у складі 352 родин. Густота населення становила 784 особи/км².  Було 656 помешкань (389/км²).
Расовий склад населення:
| - 88,1 % — білих - 5,7 % — чорних або афроамериканців - 2,4 % — азіатів - 0,1 % — корінних американців - 1,2 % — осіб інших рас |

До двох чи більше рас належало 2,4 %. Частка іспаномовних становила 4,9 % від усіх жителів.
За віковим діапазоном населення розподілялося таким чином: 23,2 % — особи молодші 18 років, 64,8 % — особи у віці 18—64 років, 12,0 % — особи у віці 65 років та старші. Медіана віку мешканця становила 39,9 року. На 100 осіб жіночої статі у переписній місцевості припадало 95,3 чоловіків;  на 100 жінок у віці від 18 років та старших — 91,9 чоловіків також старших 18 років.
Середній дохід на одне домашнє господарство  становив 79 070 доларів США (медіана — 57 083), а середній дохід на одну сім'ю — 98 486 доларів (медіана — 91 250). Медіана доходів становила 61 379 доларів для чоловіків та 43 080 доларів для жінок. За межею бідності перебувало 6,3 % осіб, у тому числі 0,0 % дітей у віці до 18 років та 17,3 % осіб у віці 65 років та старших.
Цивільне працевлаштоване населення становило 733 особи. Основні галузі зайнятості: освіта, охорона здоров'я та соціальна допомога — 26,9 %, роздрібна торгівля — 12,1 %, науковці, спеціалісти, менеджери — 10,5 %.